# بطولة آسيا للناشئين تحت 16 عاما 2012
كانت بطولة آسيا للناشئين تحت 16 عاما 2012 النسخة الخامسة عشر من المسابقة واستضافتها إيران في الفترة ما بين 22 سبتمبر و6 أكتوبر 2012. وافق الاتحاد الآسيوي لكرة القدم على منح شرف تنظيم البطولة لإيران يوم 23 نوفمبر 2011. وقد حظيت المنتخبات الأربعة بفرصة تمثيل القارة في كأس العالم تحت 17 سنة لكرة القدم 2013 في الإمارات العربية المتحدة.

## اختيار المضيف
أعلنت اللجنة المنظمة لمسابقات الشباب في الاتحاد الآسيوي لكرة القدم عن رغبة إيران وفلسطين باستضافة نهائيات بطولة آسيا تحت 16 سنة لكرة القدم 2012.
يتأهل البلد المضيف مباشرة إلى المسابقة بحسب قرار لجنة مسابقات الاتحاد الآسيوي لكرة القدم. تم الإفصاح عن اسم البلد المنظم أثناء اجتماع اللجنة يوم 21 نوفمبر 2011 اسنتاداً إلى نتائج التصفيات.

## التصفيات
عقدت قرعة التصفيات يوم 30 مارس 2011.

### الفرق المتأهلة
| - إيران - اليمن - لاوس - أستراليا | - العراق - اليابان - الكويت - الصين | - كوريا الشمالية - عمان - السعودية - كوريا الجنوبية | - سوريا - تايلاند - أوزبكستان - الهند |

## الملاعب
| طهران             | طهرانبطولة آسيا للناشئين تحت 16 عاما 2012 (Iran) | طهران         |
| ملعب شهيد دستغردي | طهرانبطولة آسيا للناشئين تحت 16 عاما 2012 (Iran) | ملعب راه آهن  |
| السعة: 8,250      | طهرانبطولة آسيا للناشئين تحت 16 عاما 2012 (Iran) | السعة: 12,000 |
|                   | طهرانبطولة آسيا للناشئين تحت 16 عاما 2012 (Iran) |               |

## القرعة
عقدت قرعة المنافسة يوم 10 مايو 2012 في العاصمة الإيرانية طهران.
| مستوى 1 (المضيف والأوائل)                     | مستوى 2                           | مستوى 3                         | مستوى 4                                 |
| --------------------------------------------- | --------------------------------- | ------------------------------- | --------------------------------------- |
| إيران · كوريا الشمالية · أوزبكستان · أستراليا | اليابان · سوريا · العراق · الكويت | الصين · عمان · السعودية · اليمن | تايلاند · لاوس · كوريا الجنوبية · الهند |

## مرحلة المجموعات
معيار كسر التعادل الأول في مرحلة المجموعات هي المواجهات المباشرة قبل النظر إلى فارق الأهداف.

### المجموعة أ
| فريق   | لعب | ف | ت | خ | له | عليه | ف.أ | نقاط |
| ------ | --- | - | - | - | -- | ---- | --- | ---- |
| إيران  | 3   | 3 | 0 | 0 | 9  | 3    | +6  | 9    |
| الكويت | 3   | 1 | 1 | 1 | 6  | 6    | 0   | 4    |
| لاوس   | 3   | 1 | 0 | 2 | 6  | 8    | −2  | 3    |
| اليمن  | 3   | 0 | 1 | 2 | 3  | 7    | −4  | 1    |

| الكويت           | 1–1   | اليمن                  |
| ---------------- | ----- | ---------------------- |
| بدر ذكر الله 19' | تقرير | محمد الضاحي 71' (ركل.) |

| إيران                                            | 3–1   | لاوس              |
| ------------------------------------------------ | ----- | ----------------- |
| أمير محمد مظلوم 17'، 48' · مجيد حسيني 19' (ركل.) | تقرير | أنوساي نويفونغ 2' |

| لاوس                                                                   | 3–4   | الكويت                                                               |
| ---------------------------------------------------------------------- | ----- | -------------------------------------------------------------------- |
| تانين فانتافونغ 24' · أرميساي كيتافونغ 28' · أنوساي نويفونغ 37' (ركل.) | تقرير | نواف مرزوق 26'، 90+1' · أنوكون كيولا 32' (هـ.ذ.) · ناجي العجمي 90+2' |

| اليمن          | 1–4   | إيران                                                              |
| -------------- | ----- | ------------------------------------------------------------------ |
| محمد الضاحي 3' | تقرير | علي ريغي 54' · سعيد عزت اللهي 61' · ساسان جعفري 65' · رضا تشعب 81' |

| إيران                          | 2–1   | الكويت           |
| ------------------------------ | ----- | ---------------- |
| مجيد حسيني 40' · علي شجاعي 62' | تقرير | بدر ذكر الله 27' |

| اليمن           | 1–2   | لاوس                                               |
| --------------- | ----- | -------------------------------------------------- |
| محمد الضاحي 45' | تقرير | علاء الدين مهدي 12' (هـ.ذ.) · أرميساي كيتافونغ 70' |

### المجموعة ب
لجأ منتخبا أستراليا والعراق إلى ركلات الجزاء الترجيحية بعد آخر مباريات المجموعة وفازت العراق بها 3–2.
| فريق     | لعب | ف | ت | خ | له | عليه | ف.أ | نقاط |
| -------- | --- | - | - | - | -- | ---- | --- | ---- |
| العراق   | 3   | 2 | 1 | 0 | 4  | 1    | +3  | 7    |
| أستراليا | 3   | 2 | 1 | 0 | 4  | 1    | +3  | 7    |
| عمان     | 3   | 1 | 0 | 2 | 5  | 6    | −1  | 3    |
| تايلاند  | 3   | 0 | 0 | 3 | 2  | 7    | −5  | 0    |

| أستراليا                               | 2–0   | تايلاند |
| -------------------------------------- | ----- | ------- |
| تيلور تومبايدس 14' · جوش ماكدونالد 29' | تقرير |         |

| العراق                             | 2–1   | عمان             |
| ---------------------------------- | ----- | ---------------- |
| مهدي الكرجي 5' · سامر المهداوي 35' | تقرير | حاتم الرشادي 61' |

| تايلاند | 0–2   | العراق                         |
| ------- | ----- | ------------------------------ |
|         | تقرير | شيركو كريم 63' · محمد خزعل 65' |

| عمان                    | 1–2   | أستراليا                                |
| ----------------------- | ----- | --------------------------------------- |
| حاتم الرشادي 52' (ركل.) | تقرير | جوش ماكدونالد 16' · جيمس بالداتشينو 87' |

| أستراليا | 0–0   | العراق |
| -------- | ----- | ------ |
|          | تقرير |        |

| عمان                                                 | 3–2   | تايلاند                                |
| ---------------------------------------------------- | ----- | -------------------------------------- |
| سامر العلوي 40' · مروان مبارك 55' · حاتم الرشادي 72' | تقرير | ساران بوانغبوت 8' · بيرانات تونغما 17' |

### المجموعة ج
| فريق           | لعب | ف | ت | خ | له | عليه | ف.أ | نقاط |
| -------------- | --- | - | - | - | -- | ---- | --- | ---- |
| كوريا الجنوبية | 3   | 3 | 0 | 0 | 7  | 1    | +6  | 9    |
| اليابان        | 2   | 2 | 0 | 0 | 6  | 3    | +3  | 6    |
| كوريا الشمالية | 3   | 1 | 0 | 2 | 2  | 7    | −5  | 3    |
| السعودية       | 3   | 0 | 0 | 3 | 1  | 5    | −4  | 0    |

| كوريا الشمالية | 0–3   | كوريا الجنوبية              |
| -------------- | ----- | --------------------------- |
|                | تقرير | هوانغ هي-تشان 18'، 58'، 67' |

| اليابان                               | 2–0   | السعودية |
| ------------------------------------- | ----- | -------- |
| واتارو ساساكي 44' · تارو سوغيموتو 56' | تقرير |          |

| كوريا الجنوبية                                         | 3–1   | اليابان           |
| ------------------------------------------------------ | ----- | ----------------- |
| هوانغ هي-تشان 13' · تشوي جو-يونغ 42' · كو مين-هيوك 89' | تقرير | هيروكي أوغاوا 23' |

| السعودية                | 1–2   | كوريا الشمالية                   |
| ----------------------- | ----- | -------------------------------- |
| عبد الكريم القحطاني 54' | تقرير | ري ريونغ 48' · ري كوانغ-سونغ 82' |

| كوريا الشمالية | 0–3   | اليابان                                                    |
| -------------- | ----- | ---------------------------------------------------------- |
|                | تقرير | فوميا ناكامورا 14' · تارو سوغيموتو 49' · هيروكي أوغاوا 82' |

| السعودية | 0–1   | كوريا الجنوبية   |
| -------- | ----- | ---------------- |
|          | تقرير | جيونغ هون-أو 62' |

### المجموعة د
| فريق      | لعب | ف | ت | خ | له | عليه | ف.أ | نقاط |
| --------- | --- | - | - | - | -- | ---- | --- | ---- |
| سوريا     | 3   | 1 | 2 | 0 | 2  | 1    | +1  | 5    |
| أوزبكستان | 3   | 1 | 1 | 1 | 4  | 4    | 0   | 4    |
| الصين     | 3   | 0 | 3 | 0 | 4  | 4    | 0   | 3    |
| الهند     | 3   | 0 | 2 | 1 | 4  | 5    | −1  | 2    |

| أوزبكستان                                                                         | 3–2   | الهند              |
| --------------------------------------------------------------------------------- | ----- | ------------------ |
| محي الدين عادلوف 8' · إبراهيم عبد الله ييف 53' (ركل.) · إلهامجان عبد الغني يف 79' | تقرير | أوتام راي 47'، 71' |

| سوريا             | 1–1   | الصين           |
| ----------------- | ----- | --------------- |
| خالد كردغلي 90+4' | تقرير | جانغ يونينغ 48' |

| الهند | 0–0   | سوريا |
| ----- | ----- | ----- |
|       | تقرير |       |

| الصين           | 1–1   | أوزبكستان           |
| --------------- | ----- | ------------------- |
| هو جينغهانغ 43' | تقرير | جمشيد بولتابويف 16' |

| أوزبكستان | 0–1   | سوريا           |
| --------- | ----- | --------------- |
|           | تقرير | سبيع الحصني 33' |

| الصين                              | 2–2   | الهند                                             |
| ---------------------------------- | ----- | ------------------------------------------------- |
| وانغ جينشيان 21' · جانغ يونينغ 33' | تقرير | دانييل لالهليمبويا 19' · ميرون ميندس 90+4' (ركل.) |

## مرحلة خروج المغلوب

### القوس
|  | ربع النهائي    | ربع النهائي |           |      | نصف النهائي | نصف النهائي |  |  | النهائي | النهائي |
|  |                |             |           |      |             |             |  |  |         |         |
|  | 30 سبتمبر      |             |           |      |             |             |  |  |         |         |
|  |                |             |           |      |             |             |  |  |         |         |
|  | إيران          | 5           |           |      |             |             |  |  |         |         |
|  | إيران          | 5           | 3 أكتوبر  |      |             |             |  |  |         |         |
|  | أستراليا       | 1           |           |      |             |             |  |  |         |         |
|  | أستراليا       | 1           | إيران     | 2    |             |             |  |  |         |         |
|  | 30 سبتمبر      |             | إيران     | 2    |             |             |  |  |         |         |
|  |                |             | أوزبكستان | 3    |             |             |  |  |         |         |
|  | كوريا الجنوبية | 1(3)        | أوزبكستان | 3    |             |             |  |  |         |         |
|  | كوريا الجنوبية | 1(3)        | 6 أكتوبر  |      |             |             |  |  |         |         |
|  | أوزبكستان      | 1(5)        |           |      |             |             |  |  |         |         |
|  | أوزبكستان      | 1(5)        | أوزبكستان | 1(3) |             |             |  |  |         |         |
|  | 30 سبتمبر      |             | أوزبكستان | 1(3) |             |             |  |  |         |         |
|  |                | اليابان     | 1(1)      |      |             |             |  |  |         |         |
|  | العراق         | اليابان     | 1(1)      | 3    |             |             |  |  |         |         |
|  | العراق         | 3 أكتوبر    |           | 3    |             |             |  |  |         |         |
|  | الكويت         | 1           |           |      |             |             |  |  |         |         |
|  | الكويت         | 1           | العراق    | 1    |             |             |  |  |         |         |
|  | 30 سبتمبر      |             | العراق    | 1    |             |             |  |  |         |         |
|  |                |             | اليابان   | 5    |             |             |  |  |         |         |
|  | سوريا          | 1           | اليابان   | 5    |             |             |  |  |         |         |
|  | سوريا          | 1           |           |      |             |             |  |  |         |         |
|  | اليابان        | 2           |           |      |             |             |  |  |         |         |
|  | اليابان        | 2           |           |      |             |             |  |  |         |         |
|  |                |             |           |      |             |             |  |  |         |         |

### ربع النهائي
| العراق                                                      | 3–1   | الكويت               |
| ----------------------------------------------------------- | ----- | -------------------- |
| علي عصام كاظم 59' · سلمان علي سلمان 74' · سامر المهداوي 80' | تقرير | عبد الله العصفور 68' |

| كوريا الجنوبية                                    | 1–1   | أوزبكستان                                                                               |
| ------------------------------------------------- | ----- | --------------------------------------------------------------------------------------- |
| هوانغ هي-تشان 90+4'                               | تقرير | أكابر تورايف 64'                                                                        |
| ركلات الترجيح                                     |       |                                                                                         |
| يو وون-جونغ · هوانغ هي-تشان · لي غون · ليم إون-سو | 3–5   | أكرمجان كميلوف · إبراهيم عبد الله ييف · أوتابيك شكوروف · أليشر ميرزايف · شاهجهان عباسوف |

| إيران                                                                               | 5–1   | أستراليا        |
| ----------------------------------------------------------------------------------- | ----- | --------------- |
| سعيد عزت اللهي 31' (ركل.) · رضا تشعب 35'، 90+3' · محمد رضا بازاج 61' · علي ريغي 81' | تقرير | باي أنتونيو 88' |

| سوريا           | 1–2   | اليابان                               |
| --------------- | ----- | ------------------------------------- |
| خالد كردغلي 87' | تقرير | كوكي سوغيموري 80' · تارو سوغيموتو 82' |

### نصف النهائي
| إيران                               | 2–3   | أوزبكستان                                                                |
| ----------------------------------- | ----- | ------------------------------------------------------------------------ |
| مجيد حسيني 4' · أمير محمد مظلوم 88' | تقرير | دوكتونبيك خامدامدوف 13' · عزت الله عبد الله ييف 35' · أوتابيك شكوروف 42' |

| العراق             | 1–5   | اليابان                                                                          |
| ------------------ | ----- | -------------------------------------------------------------------------------- |
| ياسر عمار سامي 59' | تقرير | يوكي أونيشي 9' · كويا كيتاغاوا 18'، 88' · ريوما واتانابه 67' · واتارو ساساكي 68' |

### النهائي
| أوزبكستان                                       | 1–1   | اليابان                                                     |
| ----------------------------------------------- | ----- | ----------------------------------------------------------- |
| أكابر تورايف 52'                                | تقرير | تاكوما ميزوتاني 6'                                          |
| ركلات الترجيح                                   |       |                                                             |
| أكرمجان كميلوف · أوتابيك شكوروف · أليشر ميرزايف | 3–1   | كوجي مييوشي · تارو سوغيموتو · كوكي سوغيموري · كويا كيتاغاوا |

## الفائز
| فائز بطولة آسيا تحت 16 سنة لكرة القدم 2012 |
| ------------------------------------------ |
| · أوزبكستان · للمرة أول                    |

## البلدان المشاركة في نهائيات كأس العالم
المنتخبات الأربعة الصاعدة إلى نصف النهائي تأهلت لكأس العالم تحت 17 سنة لكرة القدم 2013.
- أوزبكستان
- اليابان
- إيران
- العراق

## مسجلي الأهداف
5 أهداف
- هوانغ هي-تشان

3 أهداف
- رضا تشعب
- مجيد حسيني
- أمير محمد مظلوم
- تارو سوغيموتو
- حاتم الرشادي
- محمد الضاحي

هدفين
| - جوش ماكدونالد - جانغ يونينغ - علي ريغي - سعيد عزت اللهي - أوتام راي | - كويا كيتاغاوا - هيروكي أوغاوا - واتارو ساساكي - بدر ذكر الله - نواف مرزوق | - سامر المهداوي - أنوساي نويفونغ - أرميساي كيتافونغ - خالد كردغلي - أكابر تورايف |

هدف
| - باي أنتونيو - جيمس بالداتشينو - تيلور تومبايدس - هو جينغهانغ - وانغ جينشيان - علي شجاعي - محمد رضا بازاج - ساسان جعفري - دانييل لالهليمبويا - ميرون ميندس - تانين فانتافونغ - علي عصام كاظم - مهدي الكرجي - محمد خزعل | - سلمان علي سلمان - شيركو كريم - ياسر عمران سامي - فوميا ناكامورا - كوكي سوغيموري - تاكوما ميزوتاني - يوكي أونيشي - ريوما واتانابه - تشوي جو-يونغ - جيونغ هون-أو - كو مين-هيوك - عبد الله العصفور - ناجي العجمي - عبد الكريم القحطاني | - مروان مبارك - سامر العلوي - ري ريونغ - ري كوانغ-سونغ - سبيع الحصني - ساران بوانغبوت - بيرانات تونغما - عزت الله عبد الله ييف - جمشيد بولتابويف - إبراهيم عبد الله ييف - إلهامجان عبد الغني يف - محي الدين عادلوف - أوتابيك شكوروف - دوكتونبيك خامدامدوف |

هدف ذاتي
- أنوكون كيولا (لعب ضد الكويت)
- علاء الدين مهدي (لعب ضد لاوس)

## روابط خارجية
- بطولة آسيا تحت 16 سنة لكرة القدم
 (عربية)